# Finetwork
Finetwork es el nombre comercial que utiliza la empresa Wewi Mobile S.L. Es una compañía española de telecomunicaciones, que ofrece servicios de internet y telefonía móvil. Se fundó en 2015 y tiene su sede en la ciudad de Elda, Alicante.

## Historia
La empresa fue fundada en 2015. En sus inicios ofrecían sus servicios utilizando la infraestructura de MásMovil, ofreciendo los servicios de telefonía móvil para toda España y de conexión a internet por fibra solo en las provincias de Alicante y Murcia. Más tarde comenzaron a operar bajo la cobertura de la red Vodafone, ampliando su servicio de conexión por fibra a todo el territorio nacional.
En 2019 viven un fulgurante crecimiento en el mercado nacional, pasando en un año de 35.000 clientes a más de 260.000, época a partir de la cual comienzan con una fase de expansión, con el plan de abrir locales comerciales para la captación de clientela en diversas ciudades españolas.[cita requerida]
En 2020 inauguran su sede definitiva en la ciudad de Elda, en unas instalaciones modernas situadas en el Polígono Industrial Finca Lacy de dicha localidad.

## Patrocinador Deportivo
En su corto periodo de existencia, Finetwork se ha convertido en un importante patrocinador deportivo español, con un especial compromiso con el mundo del fútbol. La empresa es patrocinadora oficial de la Selección Española de Fútbol, del Real Betis, de la Real Sociedad y del Club Deportivo Eldense, equipo este último propiedad de Pascual Pérez, principal accionista de la empresa. Igualmente patrocinan a otros deportistas de renombre de distintas disciplinas, tales como Saul Craviotto, Maverick Viñales, así como otros equipos deportivos de la ciudad de Elda, como el club de balonmano femenino Elda Prestigio o el club de fútbol sala Nueva Elda
El 15 de diciembre de 2021, se anunció que Finetwork sería el patrocinador principal del equipo de Piqué e Ibai, KOI.